# Озеряни (Прилуцький район)
Озеря́ни — село в Україні, у Чернігівській області, Прилуцькому районі. Входить до складу Варвинської селищної громади.

## Історія
Перша згадка про село датується 1649 роком. Друга — 1666 роком. Ймовірно, Озеряни виникли тільки у другій половині XVII ст., адже будівництво першої церкви у селі почалось лише в 1703 р.
Г. Галаган, московський прислужник, Прилуцький полковник, тривалий час боровся за включення Озерян до своїх прилуцьких володінь, і тільки в 1737 р. "Галаган випросив собі на Озеряни не грамоту, а універсал від тогочасного в.о Київського губернатора А. І. Рум'янцева...Отримав цей універсал, Галаган заспокоївся, знаючи, що акт виданий таким сильний чоловіком, закріплює за ним Озеряни безповоротно". 
Село входило до 1-ї сотні Прилуцького полку, а потім до Глинського повіту Чернігівського намісництва.
Є на мапі 1787 року як Озеряні.
У 1862 році в селі володарському та козачому Озирянє були церква та 437 дворів де жило 2749 осіб (1337 чоловічої та 1412 жіночої статі).
У 1911 році в селі Озеряне були Миколаївська церква, земська, церковно-прихідська та грамоти школи, у селі жило 3813 осіб (1917 чоловічої та 1896 жіночої статі).
Під час організованого радянською владою Голодомору 1932—1933 років померло щонайменше 520 жителів села.
19 березня 1943 року згідно з радянськими архівами нацисти через провокацію НКВС спалили живими 186 людей[джерело?].

## Населення
Згідно з переписом УРСР 1989 року чисельність наявного населення села становила 1507 осіб, з яких 629 чоловіків та 878 жінок.
За переписом населення України 2001 року в селі мешкало 1418 осіб.

### Мова
Розподіл населення за рідною мовою за даними перепису 2001 року:
| Мова       | Відсоток |
| ---------- | -------- |
| українська | 98,59 %  |
| російська  | 1,13 %   |
| вірменська | 0,14 %   |
| білоруська | 0,07 %   |
| молдовська | 0,07 %   |

## Видатні люди
Гальченко Петро Петрович (? - 19 березня 1943) - вчитель місцевої школи, подвижник-просвітянин, спалений живим гітлерівськими загарбниками за захист своїх 186 приречених до спалення односельців. В селі діє музей його імені. 